# Rokytnice v Orlických horách
Rokytnice v Orlických horách là một thị trấn thuộc huyện Rychnov nad Kněžnou, vùng Královéhradecký, Cộng hòa Séc.